# Cismogênese
Em psicologia e  antropologia, cismogênese (do grego σχίσμα, transl. schisma, 'divisão', 'separação'; e  γένεσις, transl. génesis, 'criação': literalmente, "criação de divisão") designa um processo de diferenciação das normas de comportamento de um indivíduo ou grupo social. O conceito foi criado pelo antropólogo social e psicólogo britânico Gregory Bateson com base em seus estudos sobre o povo Iatmul e representa um esboço da noção de double bind (duplo vínculo) que ele apresentará em 1956 para tentar explicar as origens da esquizofrenia.. 

### Em antropologia
Bateson publicou o conceito pela primeira vez em 1935, mas elaborou sobre a cismogênese em sua etnografia clássica de 1936 Naven: uma pesquisa dos problemas sugerida por uma imagem composta da cultura de uma tribo da Nova Guiné extraída de três pontos de vista, relançado com um novo epílogo em 1958. Homens e mulheres também interagiam desse modo. E, assim, o ritual do naven serviu para corrigir a cismogênese, permitindo que a sociedade perdurasse.
Em seu livro Naven de 1936, Bateson definiu a cismogênese como "um processo de diferenciação nas normas de comportamento individual resultante da interação cumulativa entre indivíduos" (p. 175). Ele continuou:
“É ao mesmo tempo aparente que muitos sistemas de relacionamento, seja entre indivíduos ou grupos de indivíduos, contêm uma tendência para a mudança progressiva. Se, por exemplo, um dos padrões de comportamento cultural, considerado adequado no indivíduo A, é culturalmente rotulado como um padrão assertivo, enquanto se espera que B responda a isso com o que é culturalmente considerado como submissão, é provável que essa submissão encoraje uma outra afirmação, e que essa afirmação exija ainda mais submissão. Temos, portanto, um estado de coisas potencialmente progressivo e, a menos que outros fatores estejam presentes para conter os excessos do comportamento assertivo e submisso, A deve necessariamente se tornar mais e mais assertivo, enquanto B se tornará cada vez mais submisso; e essa mudança progressiva ocorrerá quer A e B sejam indivíduos separados ou membros de grupos complementares ”(p. 176).
"Mudanças progressivas desse tipo podem ser descritas como cismogênese complementar. Mas existe outro padrão de relacionamento entre indivíduos ou grupos de indivíduos que contém igualmente os germes da mudança progressiva. Se, por exemplo, descobrirmos que a ostentação é o padrão cultural de comportamento de um grupo, e o outro grupo responde a isso com ostentação, pode desenvolver-se uma situação competitiva em que a ostentação leva a mais ostentação, e assim por diante. Podemos chamar esse tipo de mudança progressiva de cismogênese simétrica."(pp. 176-177).
A contribuição específica de Bateson foi sugerir que certos comportamentos rituais concretos inibiam ou estimulavam a relação cismogênica em suas várias formas.

### Na gestão de recursos naturais
O tratamento de Bateson da escalada de conflito foi usado para explicar como os conflitos surgem sobre os recursos naturais, incluindo conflitos entre predadores humanos na Noruega e também para conflitos entre grupos de partes interessadas em pescarias compartilhadas.

### Na guerra e na política modernas
Há um uso documentado da cismogênese pelo Escritório de Serviços Estratégicos dos Estados Unidos (OSS, um precursor institucional da Agência Central de Inteligência (CIA)), contra territórios controlados por japoneses no Pacífico durante a Segunda Guerra Mundial.
Segundo acadêmicos militares dos EUA, a China e a Rússia perseguiram estratégias de cismogênese nas mídias sociais contra os EUA e outras democracias liberais ocidentais em uma tentativa de polarizar a sociedade civil, em ambos os lados do espectro, para prejudicar os processos de formulação de políticas e enfraquecer o Estado. Da mesma forma, estudiosos na Ucrânia documentaram como a Rússia confiou em uma estratégia de cismogênese para minar a identidade e os valores ucranianos como forma de promover territórios pró-russos que podem ser usados contra Kiev, incluindo a formação de suas próprias milícias que operam ao lado da forças especiais russas.

### Na religião
O conceito de cismogênese tem relevância para os numerosos cismas que ocorreram dentro do pensamento e da prática religiosas.

## Tipos

### Comunicação interpessoal
No campo da comunicação, a cismogênese complementar é uma força que pode se manifestar em uma conversa em que as pessoas tenham estilos de conversação diferentes, "criando uma cisão de forma mutuamente agravante". Por exemplo, se o estilo de conversação de uma pessoa favorecia vozes mais altas, enquanto a outra preferia fala mais suave, a primeira pessoa pode aumentar o volume de sua voz enquanto a outra fala mais baixo e mais baixo, cada um tentando conduzir a conversa para a concepção de seu estilo de conversa normal.

### Sistemas de contenção
Os sistemas de contenção são definidos como "espirais de agregação mútua que levam as pessoas a reter as contribuições que poderiam fazer porque outros retêm as contribuições que poderiam fazer".
Foi sugerido que os sistemas de contenção são "a única chave mais importante para os mecanismos de redução da vida, banalização da reciprocidade e degradação da vitalidade na vida humana".